# Gisbert Knopp
Gisbert Knopp (* 16. Juli 1941 in Düsseldorf; † 18. Januar 2021 in Sankt Augustin) war ein deutscher Historiker.

## Leben
Knopp war Sohn des praktischen Arztes Wilhelm „Willi“ Paul Edgar Knopp (1905–1978) aus dessen Ehe mit Maria-Sophia Josephine Hubertine Huntgeburth (1910–1967) sowie Enkel des Heerdter Bürgermeisters und Düsseldorfer Beigeordneten Nikolaus Knopp. Er studierte ab 1962 Geschichte, Kunstgeschichte und Philosophie an der Universität Bonn. Seit 1962 war er Mitglied der  katholischen Studentenverbindung KDStV Bavaria Bonn im CV. Das Studium schloss er 1968 mit der Philologischen Staatsprüfung und 1969 mit dem Magister Artium ab. Von 1969 bis 1974 war er wissenschaftliche Hilfskraft, Assistent und Lehrbeauftragter an der Universität Bonn. 1972 wurde er mit einer Arbeit über Die preußische Verwaltung des Regierungsbezirks Düsseldorf in den Jahren 1899–1919 an der Universität Bonn zum Dr. phil.promoviert. Er war Professor für christliche Kunstgeschichte und Denkmalpflege an der Universität Bonn, Hauptkonservator, zuletzt Stellvertretender Landeskonservator beim Rheinischen Amt für Denkmalpflege, Mitherausgeber der Annalen des Historischen Vereins für den Niederrhein, Beauftragter für Denkmalpflege der Universität Bonn, Vorsitzender des Fördervereins des Bonner Stadtmuseums sowie Gründungs- und Vorstandsmitglied des Fördervereins Akademisches Kunstmuseum der Universität Bonn.
Ein Werk Knopps ist auch das seit November 2013 auf dem Bonner Münsterplatz stehende Bronzerelief, das die Stadt Bonn zum Ende des 18. Jahrhunderts zeigt.

## Ehrungen
- Ehrenbürger der Rheinischen Friedrich-Wilhelms-Universität Bonn.[5]

## Veröffentlichungen
ca. 250 Publikationen zur Rheinischen Geschichte, zur Geschichte und Kunstgeschichte Kurkölns und zur Architektur des 19. und 20. Jahrhunderts.
- Die Altargemälde der Spätnazarener in der Kirche St. Remigius in Bonn. Geschichte, Ikonographie, Restaurierung und Neuaufstellung. Worms 2002.
- Die gotische Chorhalle des Aachener Doms und ihre Ausstattung. Baugeschichte – Bauforschung – Sanierung. Petersberg 2002.
- Geschichte der Abtei Brauweiler. Pulheim 1988.
- Schloß Landsberg in Ratingen. Neuss 1984.
- Düsseldorf-Himmelgeist. Neuss 1978.
- Die preußische Verwaltung des Regierungsbezirks Düsseldorf in den Jahren 1899–1919. Köln 1974.
- Joseph Vivien, Porträtist der Kölner Kurfürst-Erzbischöfe Joseph Clemens und Clemens August, Worms 2010.
- Camilla Haag. Die wiederentdeckte Malerin, St. Augustin 2020.